# Comuna Suhodil, Hluhiv
Suhodil (în ucraineană Суходіл) este o comună în raionul Hluhiv, regiunea Sumî, Ucraina, formată din satele Cervonîi Pahar, Korenok, Suhodil (reședința) și Topolea.

## Demografie
Componența lingvistică a comunei Suhodil
     Rusă (76,44%)
     Ucraineană (23,31%)
Conform recensământului din 2001, majoritatea populației comunei Suhodil era vorbitoare de rusă (76,44%), existând în minoritate și vorbitori de ucraineană (23,31%).